# Licenciement collectif
 (septembre 2016).
Améliorez-le ou discutez des points à vérifier. 
Un licenciement collectif intervient lorsqu'une entreprise licencie un groupe de salariés pour des motifs économiques, dont le nombre varie selon l'État concerné (minimum de deux en France, minimum de dix au Québec (Canada)). Ce genre d'opérations vise à diminuer les coûts de personnel.
Des licenciements collectifs ont lieu régulièrement dans l'économie mais les périodes économiques difficiles les rendent plus fréquents et plus douloureux.

## Présentation
Un licenciement collectif a deux origines principales. 
La première consiste à restaurer la compétitivité de l'entreprise, lorsque celle-ci perd des parts de marché face à la concurrence. Cela peut arriver lorsque d'autres entreprises en concurrence marchent mieux que l'entreprise qui « dégraisse », ou lorsqu'elle a besoin de réduire les capacités de production lorsque la demande diminue.
La seconde raison est d'ordre structurel. Dans ce cas, l'entreprise fait l'analyse que ses employés, ou du moins ceux d'une de ses branches d'activité devenue mûre, ne peuvent plus produire aux nouveaux coûts du marché. L'entreprise ne souhaite qu'employer des salariés dont la productivité marginale excède leur coût marginal. Si cette condition n'est plus respectée, l'entreprise doit se restructurer en licenciant.
Dans le même ordre d'idées, il rencontre de plus en plus fréquemment le cas des licenciements collectifs dus aux restructurations causées par les fusions entre diverses entreprises. La part croissante que prend le financement par le biais du marché (introduction en Bourse) chez les  entreprises conduit celles-ci à tenter de rémunérer les actionnaires à des taux avoisinant aujourd'hui 15 % (cf. Le capitalisme total, Jean Peyrelevade). Pour ce faire, des actions de nature plus boursières qu'économiques sont parfois menées, comme les OPA. Or, quand une entreprise fusionne avec une autre entreprise, c'est dans l'idée très souvent de procéder à des économies d'échelle, justifiées par les licenciements qui s'ensuivent.
Dans un secteur économique mûr et/ou cyclique, le licenciement peut être une condition de survie de l'entreprise, il s'impose d'autant plus et est en général d'autant plus massif si la décision est prise avec retard. Dans le même ordre d'idées, le licenciement peut aussi être dû à un manque de prévision de l'entreprise en période faste pour serrer ses coûts et aussi pour préparer sa réorientation vers des activités pouvant prolonger ou renouveler ses perspectives de croissance dans le futur.
Le terme downsizing (réduction des effectifs) peut être utilisé pour définir une stratégie de réduction de la taille de l'entreprise se traduisant inéluctablement par un licenciement collectif.

## Par pays

### Canada

#### Québec
Au Québec, le licenciement collectif est  défini à l'article 84.0.1 de la Loi  sur les normes du travail comme étant « une cessation de travail du fait de l’employeur, y compris une mise à pied pour une durée de six mois ou plus, qui touche au moins 10 salariés d’un même établissement au cours d’une période de deux mois consécutifs ».

### États-Unis
De 1975 à 2000, le secteur manufacturier a connu des dégraissages massifs, dû à l'augmentation de la productivité des travailleurs, des technologies qui ont permis de supprimer du travail humain.
Le cartoon « Dilbert », très populaire aux États-Unis, a souvent mis en scène le personnage caricatural du dirigeant « dégraisseur », individu de peu de moralité, qui licencie à tour de bras pour augmenter son profit.

### France
Les entreprises de plus de 50 salariés qui licencient au moins 10 salariés sur une même période de 30 jours sont tenues de se conformer à une procédure spécifique d'information et de consultation des représentants du personnel et de proposer un plan de sauvegarde de l'emploi. Celui-ci a pour but d'éviter les licenciements ou d'en limiter le nombre, et de faciliter le reclassement interne ou externe du personnel licencié,.

### Suisse
En droit suisse, le licenciement collectif principalement réglé par le Code des obligations (articles 335d à 335k).

## «Dégraissage»
Ce terme péjoratif est un néologisme couramment employé dans les médias, lorsqu'une entreprise annonce des licenciements massifs.
L'expression a notamment été employée par le Ministre de l'Éducation nationale Claude Allègre, qui a parlé de "dégraisser le mammouth" à propos de son ministère. Cette expression a été plutôt fraîchement accueillie par les enseignants et les syndicats. De grandes grèves des enseignants ont suivi cette déclaration.